# Semiothisa flavofasciata
Semiothisa flavofasciata är en fjärilsart som beskrevs av Barend J. Lempke 1970. Semiothisa flavofasciata ingår i släktet Semiothisa och familjen mätare. Inga underarter finns listade i Catalogue of Life.